# Antandre
Antandre (en grec antic: Ἄντανδρος, llatí: Antander) fou el germà d'Agàtocles de Siracusa, i va viure als segles iv i iii aC.
El seu germà li va donar el comandament de les forces enviades a Crotona per defensar la ciutat contra els atacs dels brutis l'any 317 aC. Quan Agàtocles va marxar a l'Àfrica en la guerra contra Cartago l'any 310 aC, va deixar al seu germà Antandre i a Erímnon el comandament de Siracusa. Antandre, en cert moment, va proposar de rendir-se als cartaginesos, liderats per Hamílcar.
Després d'un temps de fredor amb el seu germà, en va recuperar la confiança i va ser utilitzat com a instrument de la crueltat del tirà.
Antandre va ser l'autor d'una obra històrica, citada per Diodor de Sicília.